# 卡梅伦·麦金塔
卡梅伦·麦金塔（英語：Sir Cameron Anthony Mackintosh，1946年10月17日—）是一名英国戏剧制作人，他制作了许多部非常成功的音乐剧。1990年是他职业生涯的高峰，当时他被《纽约时报》评为“世界上最成功和最具影响力的戏剧制作人”。他制作的主要作品有《悲惨世界》、《歌剧魅影》、Mary Poppins、Oliver!、《西貢小姐》和《猫》。
1996年他因对音乐剧的杰出贡献而被女王Elizabeth II授予下級勳位爵士。在2011年的 Sunday Times Rich List 中，他被估计拥有11亿美圆的财富，成为英国音乐领域第三富有的人物。